# Fort Defiance (filme)
Fort Defiance (br.: Forte da Vingança / Ataque ao Forte / Ataque ao Forte Defiance) é um filme de faroeste estadunidense de 1951, dirigido por John Rawlins  para a United Artists.

## Elenco
- Dane Clark...Johnny Tallon
- Ben Johnson...Ben Shelby
- Peter Graves...Ned Tallon
- Tracey Roberts...Julie Morse
- George Cleveland...Tio Charlie
- Ralph Sanford...Jed Brown, condutor da diligência
- Iron Eyes Cody...Urso corajoso
- Dennis Moore...Tenente Lucas
- Craig Woods...Dave Parker
- Dick Elliott...Kincaid
- Bryan 'Slim' Hightower...Hankey
- Phil Rawlins...Les
- Jerry Ambler...Cheyenne
- Kit Guard...Tracy
- Wes Hudman...Estranho
- Hugh Hooker...Ed

## Sinopse
Terminada a Guerra Civil, o ex-soldado da União Ben Shelby vai até o Rancho Tallon no Arizona, em busca de Johnny Tallon. Ben é o último sobrevivente de seu regimento em que estava também seu irmão, o qual foi massacrado quase no final da guerra. Ele culpa a deserção de Johnny por isso e quer se vingar, mas no local só encontra Ned e Charlie Tallon, irmão cego e tio idoso de Johnny. Eles lhe falam que Johnny avisou que chegaria antes do Natal então Ben resolve esperar, sem falar do motivo que o levara até ali. O trio enfrenta muitas dificuldades com ladrões e índios Navajos, mas Ben resolve ir embora quando lhe avisam que Johnny fora morto num assalto no Novo México. Mas nesse momento a situação fica crítica para os Tallons, quando o poderoso rancheiro vizinho Dave Parker que também tinha dois irmãos no regimento massacrado fica sabendo da traição de Johnny e resolve matar todos os parentes dele como vingança. Ben volta para socorrer os dois amigos e escapa com Ned para um desfiladeiro, mas são cercados pelos índios. Até que Johnny aparece para ajudá-los, negando os rumores de que tivesse morrido e reavivando o desejo de vingança de Ben.